# Thalamita sankarankuttyi
Thalamita sankarankuttyi is een krabbensoort uit de familie van de Portunidae. De wetenschappelijke naam van de soort is voor het eerst geldig gepubliceerd in 1974 door Crosnier & Thomassin.